# Principal de Guàrdia (Maó)
El Principal de Guàrdia és un edifici de Maó anomenat també simplement Principal.

## Història
Fou construït l'any a finals del segle XVIII amb la funció de ser l'edifici del cos de guàrdia permanent durant la dominació britànica. El 1782 es va reformar amb una sala per a consells de guerra i una altra per a presó. Més endavant també va servir per a dependències municipals, jutjats i escola.

## Descripció
Va ser projectat per Francisco Fernández de Angulo i es va basar en l'estil de l'Ajuntament, és a dir, de línies senzilles i d'estil barroc clàssic d'inspiració francesa. Hi ha decoració d'armes i d'insígnies militars. Al llarg del temps ha tingut diferents funcions com jutjat municipal, escola de dibuix, edifici destinat als saigs i actualment destinat al Servei Municipal de Cultura.